# Comuni dell'Oaxaca
Lo stato Messicano dell'Oaxaca è suddiviso in 570 comuni, molto più degli altri stati del territorio messicano.
| Nr  | Comune                               | Capoluogo municipale                 | Distretto    |
| --- | ------------------------------------ | ------------------------------------ | ------------ |
| 001 | Abejones                             | Abejones                             | Ixtlán       |
| 002 | Acatlán de Pérez Figueroa            | Acatlán de Pérez Figueroa            | Tuxtepec     |
| 003 | Animas Trujano, Oaxaca               | Animas Trujano, Oaxaca               | Centro       |
| 004 | Asunción Cacalotepec                 | Asunción Cacalotepec                 | Mixe         |
| 005 | Asunción Cuyotepeji                  | Asunción Cuyotepeji                  | Huajuapan    |
| 006 | Asunción Ixtaltepec                  | Asunción Ixtaltepec                  | Juchitán     |
| 007 | Asunción Nochixtlán                  | Asunción Nochixtlán                  | Nochixtlán   |
| 008 | Asunción Ocotlán                     | Asunción Ocotlán                     | Ocotlán      |
| 009 | Asunción Tlacolulita                 | Asunción Tlacolulita                 | Yautepec     |
| 010 | Ayoquezco de Aldama                  | Ayoquezco de Aldama                  | Zimatlán     |
| 011 | Ayotzintepec                         | Ayotzintepec                         | Tuxtepec     |
| 012 | Calihuala                            | Calihuala                            | Silacayoapam |
| 013 | Candelaria Loxicha                   | Candelaria Loxicha                   | Pochutla     |
| 014 | Capulalpam de Méndez                 | Capulalpam de Méndez                 | Ixtlán       |
| 015 | Chahuites                            | Chahuites                            | Juchitán     |
| 016 | Chalcatongo de Hidalgo               | Chalcatongo de Hidalgo               | Tlaxiaco     |
| 017 | Chilapa de Diaz                      | Santa María Chilapa de Diaz          | Teposcolula  |
| 018 | Chiquihuitlán de Benito Juárez       | Chiquihuitlán de Benito Juárez       | Cuicatlan    |
| 019 | Ciénega de Zimatlán                  | Ciénega de Zimatlán                  | Zimatlán     |
| 020 | Ciudad Ixtepec                       | Ciudad Ixtepec                       | Juchitán     |
| 021 | Coatecas Altas                       | Coatecas Altas                       | Ejutla       |
| 022 | Coicoyan de Las Flores               | Coicoyan de Las Flores               | Juxtlahuaca  |
| 023 | Concepción Buenavista                | Concepción Buenavista                | Coixtlahuaca |
| 024 | Concepción Pápalo                    | Concepción Pápalo                    | Cuicatlan    |
| 025 | Constancia del Rosario               | Constancia del Rosario               | Putla        |
| 026 | Cosolapa                             | Cosolapa                             | Tuxtepec     |
| 027 | Cosoltepec                           | Cosoltepec                           | Huajuapan    |
| 028 | Cuilapan de Guerrero                 | Cuilapan de Guerrero                 | Centro       |
| 029 | Ejutla de Crespo                     | Ejutla de Crespo                     | Ejutla       |
| 030 | Eloxochitlán de Flores Magón         | Eloxochitlán de Flores Magón         | Teotitlan    |
| 031 | El Barrio de La Soledad              | El Barrio de La Soledad              | Juchitán     |
| 032 | El Espinal                           | El Espinal                           | Juchitán     |
| 033 | Evangelista Analco                   | Evangelista Analco                   | Ixtlán       |
| 034 | Fresnillo de Trujano                 | Fresnillo de Trujano                 | Huajuapan    |
| 035 | Guadalupe de Ramírez                 | Guadalupe de Ramírez                 | Silacayoapam |
| 036 | Guadalupe Etla                       | Guadalupe Etla                       | Etla         |
| 037 | Guelatao de Juárez                   | San Pablo Guelatao de Juárez         | Ixtlán       |
| 038 | Guevea de Humboldt                   | Guevea de Humboldt                   | Tehuantepec  |
| 039 | Huajuapan de León                    | Huajuapan de León                    | Huajuapan    |
| 040 | Huautepec                            | Huautepec                            | Teotitlan    |
| 041 | Huautla de Jiménez                   | Huautla de Jiménez                   | Teotitlan    |
| 042 | Ixpantepec Nieves                    | Ixpantepec Nieves                    | Silacayoapam |
| 043 | Ixtlán de Juárez                     | Ixtlán de Juárez                     | Ixtlán       |
| 044 | Juchitán de Zaragoza                 | Juchitán de Zaragoza                 | Juchitán     |
| 045 | La Compañia                          | La Compañia                          | Ejutla       |
| 046 | La Pe                                | La Pe                                | Ejutla       |
| 047 | La Reforma                           | La Reforma                           | Putla        |
| 048 | La Trinidad Vista Hermosa            | La Trinidad Vista Hermosa            | Teposcolula  |
| 049 | Loma Bonita                          | Loma Bonita                          | Tuxtepec     |
| 050 | Magdalena Apasco                     | Magdalena Apasco                     | Etla         |
| 051 | Magdalena Jaltepec                   | Magdalena Jaltepec                   | Nochixtlán   |
| 052 | Magdalena Mixtepec                   | Magdalena Mixtepec                   | Zimatlán     |
| 053 | Magdalena Ocotlán                    | Magdalena Ocotlán                    | Ocotlán      |
| 054 | Magdalena Peñasco                    | Magdalena Peñasco                    | Tlaxiaco     |
| 055 | Magdalena Teitipac                   | Magdalena Teitipac                   | Tlacolula    |
| 056 | Magdalena Tequisistlán               | Magdalena Tequisistlán               | Tehuantepec  |
| 057 | Magdalena Tlacotepec                 | Magdalena Tlacotepec                 | Tehuantepec  |
| 058 | Magdalena Zahuatlán                  | Magdalena Zahuatlán                  | Nochixtlán   |
| 059 | Mariscala de Juárez                  | Mariscala de Juárez                  | Huajuapan    |
| 060 | Mártires de Tacubaya                 | Mártires de Tacubaya                 | Jamiltepec   |
| 061 | Matías Romero                        | Matías Romero                        | Juchitán     |
| 062 | Mazatlán Villa de Flores             | Mazatlán Villa de Flores             | Teotitlan    |
| 063 | Mesones Hidalgo                      | Mesones Hidalgo                      | Putla        |
| 064 | Miahuatlán de Porfirio Díaz          | Miahuatlán de Porfirio Díaz          | Miahuatlán   |
| 065 | Mixistlán de la Reforma              | Mixistlán de la Reforma              | Mixe         |
| 066 | Monjas                               | Monjas                               | Miahuatlán   |
| 067 | Natividad                            | Natividad                            | Ixtlán       |
| 068 | Nazareno Etla                        | Nazareno Etla                        | Etla         |
| 069 | Nejapa de Madero                     | Nejapa de Madero                     | Yautepec     |
| 070 | Nuevo Zoquiapam                      | Nuevo Zoquiapam                      | Ixtlán       |
| 071 | Oaxaca de Juárez                     | Oaxaca de Juárez                     | Centro       |
| 072 | Ocotlán de Morelos                   | Ocotlán de Morelos                   | Ocotlán      |
| 073 | Pinotepa de Don Luis                 | Pinotepa de Don Luis                 | Jamiltepec   |
| 074 | Pinotepa Nacional                    | Pinotepa Nacional                    | Jamiltepec   |
| 075 | Pluma Hidalgo                        | Pluma Hidalgo                        | Pochutla     |
| 076 | Putla Villa de Guerrero              | Putla Villa de Guerrero              | Putla        |
| 077 | Reforma de Pineda                    | Reforma de Pineda                    | Juchitán     |
| 078 | Reyes Etla                           | Reyes Etla                           | Etla         |
| 079 | Rojas de Cuauhtémoc                  | Rojas de Cuauhtémoc                  | Tlacolula    |
| 080 | Salina Cruz                          | Salina Cruz                          | Tehuantepec  |
| 081 | San Agustín Amatengo                 | San Agustín Amatengo                 | Ejutla       |
| 082 | San Agustín Atenango                 | San Agustín Atenango                 | Silacayoapam |
| 083 | San Agustín Chayuco                  | San Agustín Chayuco                  | Jamiltepec   |
| 084 | San Agustín de las Juntas            | San Agustín de las Juntas            | Centro       |
| 085 | San Agustín Etla                     | San Agustín Etla                     | Etla         |
| 086 | San Agustín Loxicha                  | San Agustín Loxicha                  | Pochutla     |
| 087 | San Agustín Tlacotepec               | San Agustín Tlacotepec               | Tlaxiaco     |
| 088 | San Agustín Yatareni                 | San Agustín Yatareni                 | Centro       |
| 089 | San Andrés Cabecera Nueva            | San Andrés Cabecera Nueva            | Putla        |
| 090 | San Andrés Dinicuiti                 | San Andrés Dinicuiti                 | Huajuapan    |
| 091 | San Andrés Huaxpaltepec              | San Andrés Huaxpaltepec              | Jamiltepec   |
| 092 | San Andrés Huayapam                  | San Andrés Huayapam                  | Centro       |
| 093 | San Andrés Ixtlahuaca                | San Andrés Ixtlahuaca                | Centro       |
| 094 | San Andrés Lagunas                   | San Andrés Lagunas                   | Teposcolula  |
| 095 | San Andrés Nuxiño                    | San Andrés Nuxiño                    | Nochixtlán   |
| 096 | San Andrés Paxtlan                   | San Andrés Paxtlan                   | Miahuatlán   |
| 097 | San Andrés Sinaxtla                  | San Andrés Sinaxtla                  | Nochixtlán   |
| 098 | San Andrés Solaga                    | San Andrés Solaga                    | Villa Alta   |
| 099 | San Andrés Teotilalpam               | San Andrés Teotilalpam               | Cuicatlan    |
| 100 | San Andrés Tepetlapa                 | San Andrés Tepetlapa                 | Silacayoapam |
| 101 | San Andrés Yaa                       | San Andrés Yaa                       | Villa Alta   |
| 102 | San Andrés Zabache                   | San Andrés Zabache                   | Ejutla       |
| 103 | San Andrés Zautla                    | San Andrés Zautla                    | Etla         |
| 104 | San Antonino Castillo Velasco        | San Antonino Castillo Velasco        | Ocotlán      |
| 105 | San Antonino El Alto                 | San Antonino El Alto                 | Zimatlán     |
| 106 | San Antonino Monte Verde             | San Antonino Monte Verde             | Teposcolula  |
| 107 | San Antonio Acutla                   | San Antonio Acutla                   | Teposcolula  |
| 108 | San Antonio de la Cal                | San Antonio de la Cal                | Centro       |
| 109 | San Antonio Huitepec                 | San Antonio Huitepec                 | Zaachila     |
| 110 | San Antonio Nanahuatipam             | San Antonio Nanahuatipam             | Teotitlan    |
| 111 | San Antonio Sinicahua                | San Antonio Sinicahua                | Tlaxiaco     |
| 112 | San Antonio Tepetlapa                | San Antonio Tepetlapa                | Jamiltepec   |
| 113 | San Baltazar Chichicapam             | San Baltazar Chichicapam             | Ocotlán      |
| 114 | San Baltazar Loxicha                 | San Baltazar Loxicha                 | Pochutla     |
| 115 | San Baltazar Yatzachi el Bajo        | San Baltazar Yatzachi el Bajo        | Villa Alta   |
| 116 | San Bartolo Coyotepec                | San Bartolo Coyotepec                | Centro       |
| 117 | San Bartolomé Ayautla                | San Bartolomé Ayautla                | Teotitlan    |
| 118 | San Bartolomé Loxicha                | San Bartolomé Loxicha                | Pochutla     |
| 119 | San Bartolomé Quialana               | San Bartolomé Quialana               | Tlacolula    |
| 120 | San Bartolomé Yucuañe                | San Bartolomé Yucuañe                | Tlaxiaco     |
| 121 | San Bartolomé Zoogocho               | San Bartolomé Zoogocho               | Villa Alta   |
| 122 | San Bartolo Soyaltepec               | San Bartolo Soyaltepec               | Teposcolula  |
| 123 | San Bartolo Yautepec                 | San Bartolo Yautepec                 | Yautepec     |
| 124 | San Bernardo Mixtepec                | San Bernardo Mixtepec                | Zimatlán     |
| 125 | San Blas Atempa                      | San Blas Atempa                      | Tehuantepec  |
| 126 | San Carlos Yautepec                  | San Carlos Yautepec                  | Yautepec     |
| 127 | San Cristobal Amatlán                | San Cristobal Amatlán                | Miahuatlán   |
| 128 | San Cristobal Amoltepec              | San Cristobal Amoltepec              | Tlaxiaco     |
| 129 | San Cristobal Lachirioag             | San Cristobal Lachirioag             | Villa Alta   |
| 130 | San Cristobal Suchixtlahuaca         | San Cristobal Suchixtlahuaca         | Coixtlahuaca |
| 131 | San Dionisio del Mar                 | San Dionisio del Mar                 | Juchitán     |
| 132 | San Dionisio Ocotepec                | San Dionisio Ocotepec                | Tlacolula    |
| 133 | San Dionisio Ocotlan                 | San Dionisio Ocotlan                 | Ocotlán      |
| 134 | San Esteban Atatlahuca               | San Esteban Atatlahuca               | Tlaxiaco     |
| 135 | San Felipe Jalapa de Díaz            | San Felipe Jalapa de Díaz            | Tuxtepec     |
| 136 | San Felipe Tejalapam                 | San Felipe Tejalapam                 | Etla         |
| 137 | San Felipe Usila                     | San Felipe Usila                     | Tuxtepec     |
| 138 | San Francisco Cahuacua               | San Francisco Cahuacua               | Sola de Vega |
| 139 | San Francisco Cajonos                | San Francisco Cajonos                | Villa Alta   |
| 140 | San Francisco Chapulapa              | San Francisco Chapulapa              | Cuicatlan    |
| 141 | San Francisco Chindua                | San Francisco Chindua                | Nochixtlán   |
| 142 | San Francisco del Mar                | San Francisco del Mar                | Juchitán     |
| 143 | San Francisco Huehuetlán             | San Francisco Huehuetlán             | Teotitlan    |
| 144 | San Francisco Ixhuatán               | San Francisco Ixhuatán               | Juchitán     |
| 145 | San Francisco Jaltepetongo           | San Francisco Jaltepetongo           | Nochixtlán   |
| 146 | San Francisco Lachigolo              | San Francisco Lachigolo              | Tlacolula    |
| 147 | San Francisco Logueche               | San Francisco Logueche               | Miahuatlán   |
| 148 | San Francisco Nuxaño                 | San Francisco Nuxaño                 | Nochixtlán   |
| 149 | San Francisco Ozolotepec             | San Francisco Ozolotepec             | Miahuatlán   |
| 150 | San Francisco Solá                   | San Francisco Solá                   | Sola de Vega |
| 151 | San Francisco Telixtlahuaca          | San Francisco Telixtlahuaca          | Etla         |
| 152 | San Francisco Teopan                 | San Francisco Teopan                 | Coixtlahuaca |
| 153 | San Francisco Tlapancingo            | San Francisco Tlapancingo            | Silacayoapam |
| 154 | San Gabriel Mixtepec                 | San Gabriel Mixtepec                 | Juquila      |
| 155 | San Ildefonso Amatlán                | San Ildefonso Amatlán                | Miahuatlán   |
| 156 | San Ildefonso Solá                   | San Ildefonso Solá                   | Sola de Vega |
| 157 | San Ildefonso Villa Alta             | San Ildefonso Villa Alta             | Villa Alta   |
| 158 | San Jacinto Amilpas                  | San Jacinto Amilpas                  | Centro       |
| 159 | San Jacinto Tlacotepec               | San Jacinto Tlacotepec               | Sola de Vega |
| 160 | San Jerónimo Coatlán                 | San Jerónimo Coatlán                 | Miahuatlán   |
| 161 | San Jerónimo Silacayoapilla          | San Jerónimo Silacayoapilla          | Huajuapan    |
| 162 | San Jerónimo Sosola                  | San Jerónimo Sosola                  | Etla         |
| 163 | San Jerónimo Taviche                 | San Jerónimo Taviche                 | Ocotlán      |
| 164 | San Jerónimo Tecoatl                 | San Jerónimo Tecoatl                 | Teotitlan    |
| 165 | San Jerónimo Tlacochahuaya           | San Jerónimo Tlacochahuaya           | Tlacolula    |
| 166 | San Jorge Nuchita                    | San Jorge Nuchita                    | Huajuapan    |
| 167 | San José Ayuquila                    | San José Ayuquila                    | Huajuapan    |
| 168 | San José Chinantequilla (Oaxaca)     | Totontepec Villa de Morelos          | Mixe         |
| 169 | San José Chiltepec                   | San José Chiltepec                   | Tuxtepec     |
| 170 | San José del Peñasco                 | San José del Peñasco                 | Miahuatlán   |
| 171 | San José del Progreso                | San José del Progreso                | Ocotlán      |
| 172 | San José Estancia Grande             | San José Estancia Grande             | Jamiltepec   |
| 173 | San José Independencia               | San José Independencia               | Tuxtepec     |
| 174 | San José Lachiguiri                  | San José Lachiguiri                  | Miahuatlán   |
| 174 | San José Tenango                     | San José Tenango                     | Teotitlan    |
| 175 | San Juan Achiutla                    | San Juan Achiutla                    | Tlaxiaco     |
| 176 | San Juan Atepec                      | San Juan Atepec                      | Ixtlán       |
| 177 | San Juan Bautista Atatlahuca         | San Juan Bautista Atatlahuca         | Etla         |
| 178 | San Juan Bautista Coixtlahuaca       | San Juan Bautista Coixtlahuaca       | Coixtlahuaca |
| 179 | San Juan Bautista Cuicatlan          | San Juan Bautista Cuicatlan          | Cuicatlan    |
| 180 | San Juan Bautista Guelache           | San Juan Bautista Guelache           | Etla         |
| 181 | San Juan Bautista Jayacatlán         | San Juan Bautista Jayacatlán         | Etla         |
| 182 | San Juan Bautista lo de Soto         | San Juan Bautista lo de Soto         | Jamiltepec   |
| 183 | San Juan Bautista Suchitepec         | San Juan Bautista Suchitepec         | Huajuapan    |
| 184 | San Juan Bautista Tlachichilco       | San Juan Bautista Tlachichilco       | Silacayoapam |
| 185 | San Juan Bautista Tlacoatzintepec    | San Juan Bautista Tlacoatzintepec    | Cuicatlan    |
| 186 | San Juan Bautista Tuxtepec           | San Juan Bautista Tuxtepec           | Tuxtepec     |
| 187 | San Juan Bautista Valle Nacional     | San Juan Bautista Valle Nacional     | Tuxtepec     |
| 188 | San Juan Cacahuatepec                | San Juan Cacahuatepec                | Jamiltepec   |
| 189 | San Juan Chicomezuchil               | San Juan Chicomezuchil               | Ixtlán       |
| 190 | San Juan Chilateca                   | San Juan Chilateca                   | Ocotlán      |
| 191 | San Juan Cieneguilla                 | San Juan Cieneguilla                 | Silacayoapam |
| 192 | San Juan Coatzospam                  | San Juan Coatzospam                  | Teotitlan    |
| 193 | San Juan Colorado                    | San Juan Colorado                    | Jamiltepec   |
| 194 | San Juan Comaltepec                  | San Juan Comaltepec                  | Choapam      |
| 195 | San Juan Cotzocon                    | San Juan Cotzocon                    | Mixe         |
| 196 | San Juan del Estado                  | San Juan del Estado                  | Etla         |
| 197 | San Juan de los Cues                 | San Juan de los Cues                 | Teotitlan    |
| 198 | San Juan del Río                     | San Juan del Río                     | Tlacolula    |
| 199 | San Juan Diuxi                       | San Juan Diuxi                       | Nochixtlán   |
| 200 | San Juan Guelavia                    | San Juan Guelavia                    | Tlacolula    |
| 201 | San Juan Guichicovi                  | San Juan Guichicovi                  | Juchitán     |
| 202 | San Juan Ihualtepec                  | San Juan Ihualtepec                  | Silacayoapam |
| 203 | San Juan Juquila Mixes               | San Juan Juquila Mixes               | Yautepec     |
| 204 | San Juan Juquila Vijanos             | San Juan Juquila Vijanos             | Villa Alta   |
| 205 | San Juan Lachao                      | San Juan Lachao                      | Juquila      |
| 206 | San Juan Lachigalla                  | San Juan Lachigalla                  | Ejutla       |
| 207 | San Juan Lajarcia                    | San Juan Lajarcia                    | Yautepec     |
| 208 | San Juan Lalana                      | San Juan Lalana                      | Choapam      |
| 209 | San Juan Mazatlán                    | San Juan Mazatlán                    | Mixe         |
| 210 | San Juan Mixtepec, Mixteca           | San Juan Mixtepec, Mixteca           | Juxtlahuaca  |
| 211 | San Juan Mixtepec, Miahuatlán        | San Juan Mixtepec, Miahuatlán        | Miahuatlán   |
| 212 | San Juan Ñumi                        | San Juan Ñumi                        | Tlaxiaco     |
| 213 | San Juan Ozolotepec                  | San Juan Ozolotepec                  | Miahuatlán   |
| 214 | San Juan Petlapa                     | San Juan Petlapa                     | Choapam      |
| 215 | San Juan Quiahije                    | San Juan Quiahije                    | Juquila      |
| 216 | San Juan Quiotepec                   | San Juan Quiotepec                   | Ixtlán       |
| 217 | San Juan Sayultepec                  | San Juan Sayultepec                  | Nochixtlán   |
| 218 | San Juan Tabaa                       | San Juan Tabaa                       | Villa Alta   |
| 219 | San Juan Tamazola                    | San Juan Tamazola                    | Nochixtlán   |
| 220 | San Juan Teita                       | San Juan Teita                       | Tlaxiaco     |
| 221 | San Juan Teitipac                    | San Juan Teitipac                    | Tlacolula    |
| 222 | San Juan Tepeuxila                   | San Juan Tepeuxila                   | Cuicatlan    |
| 223 | San Juan Teposcolula                 | San Juan Teposcolula                 | Teposcolula  |
| 224 | San Juan Yaee                        | San Juan Yaee                        | Villa Alta   |
| 225 | San Juan Yatzona                     | San Juan Yatzona                     | Villa Alta   |
| 226 | San Juan Yucuita                     | San Juan Yucuita                     | Nochixtlán   |
| 227 | San Lorenzo                          | San Lorenzo                          | Jamiltepec   |
| 228 | San Lorenzo Albarradas               | San Lorenzo Albarradas               | Tlacolula    |
| 229 | San Lorenzo Cacaotepec               | San Lorenzo Cacaotepec               | Etla         |
| 230 | San Lorenzo Cuaunecuiltitla          | San Lorenzo Cuaunecuiltitla          | Teotitlan    |
| 231 | San Lorenzo Texmelucan               | San Lorenzo Texmelucan               | Sola de Vega |
| 232 | San Lorenzo Victoria                 | San Lorenzo Victoria                 | Silacayoapam |
| 233 | San Lucas Camotlán                   | San Lucas Camotlán                   | Mixe         |
| 234 | San Lucas Ojitlán                    | San Lucas Ojitlán                    | Tuxtepec     |
| 235 | San Lucas Quiavini                   | San Lucas Quiavini                   | Tlacolula    |
| 236 | San Lucas Zoquiapam                  | San Lucas Zoquiapam                  | Teotitlan    |
| 237 | San Luis Amatlán                     | San Luis Amatlán                     | Miahuatlán   |
| 238 | San Marcial Ozolotepec               | San Marcial Ozolotepec               | Miahuatlán   |
| 239 | San Marcos Arteaga                   | San Marcos Arteaga                   | Huajuapan    |
| 240 | San Martín de los Cansecos           | San Martín de los Cansecos           | Ejutla       |
| 241 | San Martín Huamelulpam               | San Martín Huamelulpam               | Tlaxiaco     |
| 242 | San Martín Itunyoso                  | San Martín Itunyoso                  | Tlaxiaco     |
| 243 | San Martín Lachila                   | San Martín Lachila                   | Ejutla       |
| 244 | San Martín Peras                     | San Martín Peras                     | Juxtlahuaca  |
| 245 | San Martín Tilcajete                 | San Martín Tilcajete                 | Ocotlán      |
| 246 | San Martín Toxpalan                  | San Martín Toxpalan                  | Teotitlan    |
| 247 | San Martín Zacatepec                 | San Martín Zacatepec                 | Huajuapan    |
| 248 | San Mateo Cajonos                    | San Mateo Cajonos                    | Villa Alta   |
| 249 | San Mateo del Mar                    | San Mateo del Mar                    | Tehuantepec  |
| 250 | San Mateo Etlatongo                  | San Mateo Etlatongo                  | Nochixtlán   |
| 251 | San Mateo Nejapam                    | San Mateo Nejapam                    | Silacayoapam |
| 252 | San Mateo Peñasco                    | San Mateo Peñasco                    | Tlaxiaco     |
| 253 | San Mateo Piñas                      | San Mateo Piñas                      | Pochutla     |
| 254 | San Mateo Río Hondo                  | San Mateo Río Hondo                  | Miahuatlán   |
| 255 | San Mateo Sindihui                   | San Mateo Sindihui                   | Nochixtlán   |
| 256 | San Mateo Tlapiltepec                | San Mateo Tlapiltepec                | Coixtlahuaca |
| 257 | San Mateo Yoloxochitlan              | San Mateo Yoloxochitlan              | Teotitlan    |
| 258 | San Melchor Betaza                   | San Melchor Betaza                   | Villa Alta   |
| 259 | San Miguel Achiutla                  | San Miguel Achiutla                  | Tlaxiaco     |
| 260 | San Miguel Ahuehuetitlán             | San Miguel Ahuehuetitlán             | Silacayoapam |
| 261 | San Miguel Aloapam                   | San Miguel Aloapam                   | Ixtlán       |
| 262 | San Miguel Amatitlan                 | San Miguel Amatitlan                 | Huajuapan    |
| 263 | San Miguel Amatlán                   | San Miguel Amatlán                   | Ixtlán       |
| 264 | San Miguel Chicahua                  | San Miguel Chicahua                  | Nochixtlán   |
| 265 | San Miguel Chimalapa                 | San Miguel Chimalapa                 | Juchitán     |
| 266 | San Miguel Coatlán                   | San Miguel Coatlán                   | Miahuatlán   |
| 267 | San Miguel del Puerto                | San Miguel del Puerto                | Pochutla     |
| 268 | San Miguel del Río                   | San Miguel del Río                   | Ixtlán       |
| 269 | San Miguel Ejutla                    | San Miguel Ejutla                    | Ejutla       |
| 270 | San Miguel El Grande                 | San Miguel El Grande                 | Tlaxiaco     |
| 271 | San Miguel Huautla                   | San Miguel Huautla                   | Nochixtlán   |
| 272 | San Miguel Mixtepec                  | San Miguel Mixtepec                  | Zimatlán     |
| 273 | San Miguel Panixtlahuaca             | San Miguel Panixtlahuaca             | Juquila      |
| 274 | San Miguel Peras                     | San Miguel Peras                     | Zaachila     |
| 275 | San Miguel Piedras                   | San Miguel Piedras                   | Nochixtlán   |
| 276 | San Miguel Quetzaltepec              | San Miguel Quetzaltepec              | Mixe         |
| 277 | San Miguel Santa Flor                | San Miguel Santa Flor                | Cuicatlan    |
| 278 | San Miguel Soyaltepec                | Temascal or Nuevo Soyaltepec         | Tuxtepec     |
| 279 | San Miguel Suchixtepec               | San Miguel Suchixtepec               | Miahuatlán   |
| 280 | San Miguel Tecomatlan                | San Miguel Tecomatlan                | Nochixtlán   |
| 281 | San Miguel Tenango                   | San Miguel Tenango                   | Tehuantepec  |
| 282 | San Miguel Tequixtepec               | San Miguel Tequixtepec               | Coixtlahuaca |
| 283 | San Miguel Tilquiapam                | San Miguel Tilquiapam                | Ocotlán      |
| 284 | San Miguel Tlacamama                 | San Miguel Tlacamama                 | Jamiltepec   |
| 285 | San Miguel Tlacotepec                | San Miguel Tlacotepec                | Juxtlahuaca  |
| 286 | San Miguel Tulancingo                | San Miguel Tulancingo                | Coixtlahuaca |
| 287 | San Miguel Yotao                     | San Miguel Yotao                     | Ixtlán       |
| 288 | San Nicolás                          | San Nicolás                          | Miahuatlán   |
| 289 | San Nicolás Hidalgo                  | San Nicolás Hidalgo                  | Silacayoapam |
| 290 | San Pablo Coatlán                    | San Pablo Coatlán                    | Miahuatlán   |
| 291 | San Pablo Cuatro Venados             | San Pablo Cuatro Venados             | Zaachila     |
| 292 | San Pablo Etla                       | San Pablo Etla                       | Etla         |
| 293 | San Pablo Huitzo                     | San Pablo Huitzo                     | Etla         |
| 294 | San Pablo Huixtepec                  | San Pablo Huixtepec                  | Zimatlán     |
| 295 | San Pablo Macuiltianguis             | San Pablo Macuiltianguis             | Ixtlán       |
| 296 | San Pablo Tijaltepec                 | San Pablo Tijaltepec                 | Tlaxiaco     |
| 297 | San Pablo Villa de Mitla             | San Pablo Villa de Mitla             | Tlacolula    |
| 298 | San Pablo Yaganiza                   | San Pablo Yaganiza                   | Villa Alta   |
| 299 | San Pedro Amuzgos                    | San Pedro Amuzgos                    | Putla        |
| 300 | San Pedro Apóstol                    | San Pedro Apóstol                    | Ocotlán      |
| 301 | San Pedro Atoyac                     | San Pedro Atoyac                     | Jamiltepec   |
| 302 | San Pedro Cajonos                    | San Pedro Cajonos                    | Villa Alta   |
| 303 | San Pedro Comitancillo               | San Pedro Comitancillo               | Tehuantepec  |
| 304 | San Pedro Coxcaltepec Cántaros       | San Pedro Coxcaltepec Cántaros       | Nochixtlán   |
| 305 | San Pedro El Alto                    | San Pedro El Alto                    | Pochutla     |
| 306 | San Pedro Huamelula                  | San Pedro Huamelula                  | Tehuantepec  |
| 307 | San Pedro Huilotepec                 | San Pedro Huilotepec                 | Tehuantepec  |
| 308 | San Pedro Ixcatlán                   | San Pedro Ixcatlán                   | Tuxtepec     |
| 309 | San Pedro Ixtlahuaca                 | San Pedro Ixtlahuaca                 | Centro       |
| 310 | San Pedro Jaltepetongo               | San Pedro Jaltepetongo               | Cuicatlan    |
| 311 | San Pedro Jicayan                    | San Pedro Jicayan                    | Jamiltepec   |
| 312 | San Pedro Jocotipac                  | San Pedro Jocotipac                  | Cuicatlan    |
| 313 | San Pedro Juchatengo                 | San Pedro Juchatengo                 | Juquila      |
| 314 | San Pedro Mártir                     | San Pedro Mártir                     | Ocotlán      |
| 315 | San Pedro Mártir Quiechapa           | San Pedro Mártir Quiechapa           | Yautepec     |
| 316 | San Pedro Mártir Yucuxaco            | San Pedro Mártir Yucuxaco            | Tlaxiaco     |
| 317 | San Pedro Mixtepec, Juquila          | San Pedro Mixtepec, Juquila          | Juquila      |
| 318 | San Pedro Mixtepec, Miahuatlán       | San Pedro Mixtepec, Miahuatlán       | Miahuatlán   |
| 319 | San Pedro Molinos                    | San Pedro Molinos                    | Tlaxiaco     |
| 320 | San Pedro Nopala                     | San Pedro Nopala                     | Teposcolula  |
| 321 | San Pedro Ocopetatillo               | San Pedro Ocopetatillo               | Teotitlan    |
| 322 | San Pedro Ocotepec                   | San Pedro Ocotepec                   | Mixe         |
| 323 | San Pedro Pochutla                   | San Pedro Pochutla                   | Pochutla     |
| 324 | San Pedro Quiatoni                   | San Pedro Quiatoni                   | Tlacolula    |
| 325 | San Pedro Sochiapam                  | San Pedro Sochiapam                  | Cuicatlan    |
| 326 | San Pedro Tapanatepec                | San Pedro Tapanatepec                | Juchitán     |
| 327 | San Pedro Taviche                    | San Pedro Taviche                    | Ocotlán      |
| 328 | San Pedro Teozacoalco                | San Pedro Teozacoalco                | Nochixtlán   |
| 329 | San Pedro Teutila                    | San Pedro Teutila                    | Cuicatlan    |
| 330 | San Pedro Tidaa                      | San Pedro Tidaa                      | Nochixtlán   |
| 331 | San Pedro Topiltepec                 | San Pedro Topiltepec                 | Teposcolula  |
| 332 | San Pedro Totolapa                   | San Pedro Totolapa                   | Tlacolula    |
| 333 | San Pedro Yaneri                     | San Pedro Yaneri                     | Ixtlán       |
| 334 | San Pedro Yolox                      | San Pedro Yolox                      | Ixtlán       |
| 335 | San Pedro y San Pablo Ayutla         | San Pedro y San Pablo Ayutla         | Mixe         |
| 336 | San Pedro y San Pablo Teposcolula    | San Pedro y San Pablo Teposcolula    | Teposcolula  |
| 337 | San Pedro y San Pablo Tequixtepec    | San Pedro y San Pablo Tequixtepec    | Huajuapan    |
| 338 | San Pedro Yucunama                   | San Pedro Yucunama                   | Teposcolula  |
| 339 | San Raymundo Jalpan                  | San Raymundo Jalpan                  | Centro       |
| 340 | San Sebastián Abasolo                | San Sebastián Abasolo                | Tlacolula    |
| 341 | San Sebastián Coatlan                | San Sebastián Coatlan                | Miahuatlán   |
| 342 | San Sebastián Ixcapa                 | San Sebastián Ixcapa                 | Jamiltepec   |
| 343 | San Sebastián Nicananduta            | San Sebastián Nicananduta            | Teposcolula  |
| 344 | San Sebastián Río Hondo              | San Sebastián Río Hondo              | Miahuatlán   |
| 345 | San Sebastián Tecomaxtlahuaca        | San Sebastián Tecomaxtlahuaca        | Juxtlahuaca  |
| 346 | San Sebastián Teitipac               | San Sebastián Teitipac               | Tlacolula    |
| 347 | San Sebastián Tutla                  | San Sebastián Tutla                  | Centro       |
| 348 | San Simón Almolongas                 | San Simón Almolongas                 | Miahuatlán   |
| 349 | San Simón Zahuatlan                  | San Simón Zahuatlan                  | Huajuapan    |
| 350 | Santa Ana                            | Santa Ana                            | Miahuatlán   |
| 351 | Santa Ana Ateixtlahuaca              | Santa Ana Ateixtlahuaca              | Teotitlan    |
| 352 | Santa Ana Cuauhtémoc                 | Santa Ana Cuauhtémoc                 | Cuicatlan    |
| 353 | Santa Ana del Valle                  | Santa Ana del Valle                  | Tlacolula    |
| 354 | Santa Ana Tavela                     | Santa Ana Tavela                     | Yautepec     |
| 355 | Santa Ana Tlapacoyan                 | Santa Ana Tlapacoyan                 | Zimatlán     |
| 356 | Santa Ana Yareni                     | Santa Ana Yareni                     | Ixtlán       |
| 357 | Santa Ana Zegache                    | Santa Ana Zegache                    | Ocotlán      |
| 358 | Santa Catalina Quieri                | Santa Catalina Quieri                | Yautepec     |
| 359 | Santa Catarina Cuixtla               | Santa Catarina Cuixtla               | Miahuatlán   |
| 360 | Santa Catarina Ixtepeji              | Santa Catarina Ixtepeji              | Ixtlán       |
| 361 | Santa Catarina Juquila               | Santa Catarina Juquila               | Juquila      |
| 362 | Santa Catarina Lachatao              | Santa Catarina Lachatao              | Ixtlán       |
| 363 | Santa Catarina Loxicha               | Santa Catarina Loxicha               | Pochutla     |
| 364 | Santa Catarina Mechoacán             | Santa Catarina Mechoacán             | Jamiltepec   |
| 365 | Santa Catarina Minas                 | Santa Catarina Minas                 | Ocotlán      |
| 366 | Santa Catarina Quiane                | Santa Catarina Quiane                | Zimatlán     |
| 367 | Santa Catarina Quioquitani           | Santa Catarina Quioquitani           | Yautepec     |
| 368 | Santa Catarina Tayata                | Santa Catarina Tayata                | Tlaxiaco     |
| 369 | Santa Catarina Ticua                 | Santa Catarina Ticua                 | Tlaxiaco     |
| 370 | Santa Catarina Yosonotu              | Santa Catarina Yosonotu              | Tlaxiaco     |
| 371 | Santa Catarina Zapoquila             | Santa Catarina Zapoquila             | Huajuapan    |
| 372 | Santa Cruz Acatepec                  | Santa Cruz Acatepec                  | Teotitlan    |
| 373 | Santa Cruz Amilpas                   | Santa Cruz Amilpas                   | Centro       |
| 374 | Santa Cruz de Bravo                  | Santa Cruz de Bravo                  | Silacayoapam |
| 375 | Santa Cruz Itundujia                 | Santa Cruz Itundujia                 | Putla        |
| 376 | Santa Cruz Mixtepec                  | Santa Cruz Mixtepec                  | Zimatlán     |
| 377 | Santa Cruz Nundaco                   | Santa Cruz Nundaco                   | Tlaxiaco     |
| 378 | Santa Cruz Papalutla                 | Santa Cruz Papalutla                 | Tlacolula    |
| 379 | Santa Cruz Tacache de Mina           | Santa Cruz Tacache de Mina           | Huajuapan    |
| 380 | Santa Cruz Tacahua                   | Santa Cruz Tacahua                   | Tlaxiaco     |
| 381 | Santa Cruz Tayata                    | Santa Cruz Tayata                    | Tlaxiaco     |
| 382 | Santa Cruz Xitla                     | Santa Cruz Xitla                     | Miahuatlán   |
| 383 | Santa Cruz Xoxocotlán                | Santa Cruz Xoxocotlán                | Centro       |
| 384 | Santa Cruz Zenzontepec               | Santa Cruz Zenzontepec               | Sola de Vega |
| 385 | Santa Gertrudis                      | Santa Gertrudis                      | Zimatlán     |
| 386 | Santa Inés del Monte                 | Santa Inés del Monte                 | Zaachila     |
| 387 | Santa Inés de Zaragoza               | Santa Inés de Zaragoza               | Nochixtlán   |
| 388 | Santa Inés Yatzeche                  | Santa Inés Yatzeche                  | Zimatlán     |
| 389 | Santa Lucía del Camino               | Santa Lucía del Camino               | Centro       |
| 390 | Santa Lucía Miahuatlán               | Santa Lucía Miahuatlán               | Miahuatlán   |
| 391 | Santa Lucía Monteverde               | Santa Lucía Monteverde               | Putla        |
| 392 | Santa Lucía Ocotlán                  | Santa Lucía Ocotlán                  | Ocotlán      |
| 393 | Santa Magdalena Jicotlán             | Santa Magdalena Jicotlán             | Coixtlahuaca |
| 394 | Santa María Alotepec                 | Santa María Alotepec                 | Mixe         |
| 395 | Santa María Apazco                   | Santa María Apazco                   | Nochixtlán   |
| 396 | Santa María Atzompa                  | Santa María Atzompa                  | Centro       |
| 397 | Santa María Camotlan                 | Santa María Camotlan                 | Huajuapan    |
| 398 | Santa María Chachoapam               | Santa María Chachoapam               | Nochixtlán   |
| 399 | Santa María Chilchotla               | Santa María Chilchotla               | Teotitlan    |
| 400 | Santa María Chimalapa                | Santa María Chimalapa                | Juchitán     |
| 401 | Santa María Colotepec                | Santa María Colotepec                | Pochutla     |
| 402 | Santa María Cortijo                  | Santa María Cortijo                  | Jamiltepec   |
| 403 | Santa María Coyotepec                | Santa María Coyotepec                | Centro       |
| 404 | Santa María del Rosario              | Santa María del Rosario              | Tlaxiaco     |
| 405 | Santa María del Tule                 | Santa María del Tule                 | Centro       |
| 406 | Santa María Ecatepec                 | Santa María Ecatepec                 | Yautepec     |
| 407 | Santa María Guelace                  | Santa María Guelace                  | Tlacolula    |
| 408 | Santa María Guienagati               | Santa María Guienagati               | Tehuantepec  |
| 409 | Santa María Huatulco                 | Santa María Huatulco                 | Pochutla     |
| 410 | Santa María Huazolotitlán            | Santa María Huazolotitlán            | Jamiltepec   |
| 411 | Santa María Ipalapa                  | Santa María Ipalapa                  | Putla        |
| 412 | Santa María Ixcatlán                 | Santa María Ixcatlan                 | Teotitlan    |
| 413 | Santa María Jacatepec                | Santa María Jacatepec                | Tuxtepec     |
| 414 | Santa María Jalapa del Marqués       | Santa María Jalapa del Marqués       | Tehuantepec  |
| 415 | Santa María Jaltianguis              | Santa María Jaltianguis              | Ixtlán       |
| 416 | Santa María la Asunción              | Santa María la Asunción              | Teotitlan    |
| 417 | Santa María Lachixio                 | Santa María Lachixio                 | Sola de Vega |
| 418 | Santa María Mixtequilla              | Santa María Mixtequilla              | Tehuantepec  |
| 419 | Santa María Nativitas                | Santa María Nativitas                | Coixtlahuaca |
| 420 | Santa María Nduayaco                 | Santa María Nduayaco                 | Teposcolula  |
| 421 | Santa María Ozolotepec               | Santa María Ozolotepec               | Miahuatlán   |
| 422 | Santa María Pápalo                   | Santa María Pápalo                   | Cuicatlan    |
| 423 | Santa María Peñoles                  | Santa María Peñoles                  | Etla         |
| 424 | Santa María Petapa                   | Santa María Petapa                   | Juchitán     |
| 425 | Santa María Quiegolani               | Santa María Quiegolani               | Yautepec     |
| 426 | Santa María Solá                     | Santa María Solá                     | Sola de Vega |
| 427 | Santa María Tataltepec               | Santa María Tataltepec               | Tlaxiaco     |
| 428 | Santa María Tecomavaca               | Santa María Tecomavaca               | Teotitlan    |
| 429 | Santa María Temaxcalapa              | Santa María Temaxcalapa              | Villa Alta   |
| 430 | Santa María Temaxcaltepec            | Santa María Temaxcaltepec            | Juquila      |
| 431 | Santa María Teopoxco                 | Santa María Teopoxco                 | Teotitlan    |
| 432 | Santa María Tepantlali               | Santa María Tepantlali               | Mixe         |
| 433 | Santa María Texcatitlán              | Santa María Texcatitlán              | Cuicatlan    |
| 434 | Santa María Tlahuitoltepec           | Santa María Tlahuitoltepec           | Mixe         |
| 435 | Santa María Tlalixtac                | Santa María Tlalixtac                | Cuicatlan    |
| 436 | Santa María Tonameca                 | Santa María Tonameca                 | Pochutla     |
| 437 | Santa María Totolapilla              | Santa María Totolapilla              | Tehuantepec  |
| 438 | Santa María Xadani                   | Santa María Xadani                   | Juchitán     |
| 439 | Santa María Yalina                   | Santa María Yalina                   | Villa Alta   |
| 440 | Santa María Yavesia                  | Santa María Yavesia                  | Ixtlán       |
| 441 | Santa María Yolotepec                | Santa María Yolotepec                | Tlaxiaco     |
| 442 | Santa María Yosoyua                  | Santa María Yosoyua                  | Tlaxiaco     |
| 443 | Santa María Yucuhiti                 | Santa María Yucuhiti                 | Tlaxiaco     |
| 444 | Santa María Zacatepec                | Santa María Zacatepec                | Putla        |
| 445 | Santa María Zaniza                   | Santa María Zaniza                   | Sola de Vega |
| 446 | Santa María Zoquitlán                | Santa María Zoquitlán                | Tlacolula    |
| 447 | Santiago Amoltepec                   | Santiago Amoltepec                   | Sola de Vega |
| 448 | Santiago Apoala                      | Santiago Apoala                      | Nochixtlán   |
| 449 | Santiago Apóstol                     | Santiago Apóstol                     | Ocotlán      |
| 450 | Santiago Astata                      | Santiago Astata                      | Tehuantepec  |
| 451 | Santiago Atitlán                     | Santiago Atitlán                     | Mixe         |
| 452 | Santiago Ayuquililla                 | Santiago Ayuquililla                 | Huajuapan    |
| 453 | Santiago Cacaloxtepec                | Santiago Cacaloxtepec                | Huajuapan    |
| 454 | Santiago Camotlán                    | Santiago Camotlán                    | Villa Alta   |
| 455 | Santiago Chazumba                    | Santiago Chazumba                    | Huajuapan    |
| 456 | Santiago Choapam                     | Santiago Choapam                     | Choapam      |
| 457 | Santiago Comaltepec                  | Santiago Comaltepec                  | Ixtlán       |
| 458 | Santiago del Río                     | Santiago del Río                     | Silacayoapam |
| 459 | Santiago Huajolotitlán               | Santiago Huajolotitlán               | Huajuapan    |
| 460 | Santiago Huauclilla                  | Santiago Huauclilla                  | Nochixtlán   |
| 461 | Santiago Ihuitlán Plumas             | Santiago Ihuitlán Plumas             | Coixtlahuaca |
| 462 | Santiago Ixcuintepec                 | Santiago Ixcuintepec                 | Mixe         |
| 463 | Santiago Ixtayutla                   | Santiago Ixtayutla                   | Jamiltepec   |
| 464 | Santiago Jamiltepec                  | Santiago Jamiltepec                  | Jamiltepec   |
| 465 | Santiago Jocotepec                   | Santiago Jocotepec                   | Choapam      |
| 466 | Santiago Juxtlahuaca                 | Santiago Juxtlahuaca                 | Juxtlahuaca  |
| 467 | Santiago Lachiguiri                  | Santiago Lachiguiri                  | Tehuantepec  |
| 468 | Santiago Lalopa                      | Santiago Lalopa                      | Villa Alta   |
| 469 | Santiago Laollaga                    | Santiago Laollaga                    | Tehuantepec  |
| 470 | Santiago Laxopa                      | Santiago Laxopa                      | Ixtlán       |
| 471 | Santiago Llano Grande                | Santiago Llano Grande                | Jamiltepec   |
| 472 | Santiago Matatlán                    | Santiago Matatlán                    | Tlacolula    |
| 473 | Santiago Miltepec                    | Santiago Miltepec                    | Huajuapan    |
| 474 | Santiago Minas                       | Santiago Minas                       | Sola de Vega |
| 475 | Santiago Nacaltepec                  | Santiago Nacaltepec                  | Cuicatlan    |
| 476 | Santiago Nejapilla                   | Santiago Nejapilla                   | Teposcolula  |
| 477 | Santiago Niltepec                    | Santiago Niltepec                    | Juchitán     |
| 478 | Santiago Nundiche                    | Santiago Nundiche                    | Tlaxiaco     |
| 479 | Santiago Nuyoo Santiago              | Santiago Nuyoo Santiago              | Tlaxiaco     |
| 480 | Santiago Suchilquitongo              | Santiago Suchilquitongo              | Etla         |
| 481 | Santiago Tamazola                    | Santiago Tamazola                    | Silacayoapam |
| 482 | Santiago Tapextla                    | Santiago Tapextla                    | Jamiltepec   |
| 483 | Santiago Tenango                     | Santiago Tenango                     | Etla         |
| 484 | Santiago Tepetlapa                   | Santiago Tepetlapa                   | Coixtlahuaca |
| 485 | Santiago Tetepec                     | Santiago Tetepec                     | Jamiltepec   |
| 486 | Santiago Texcalcingo                 | Santiago Texcalcingo                 | Teotitlan    |
| 487 | Santiago Textitlán                   | Santiago Textitlán                   | Sola de Vega |
| 488 | Santiago Tilantongo                  | Santiago Tilantongo                  | Nochixtlán   |
| 489 | Santiago Tillo                       | Santiago Tillo                       | Nochixtlán   |
| 490 | Santiago Tlazoyaltepec               | Santiago Tlazoyaltepec               | Etla         |
| 491 | Santiago Xanica                      | Santiago Xanica                      | Miahuatlán   |
| 492 | Santiago Xiacui                      | Santiago Xiacui                      | Ixtlán       |
| 493 | Santiago Yaitepec                    | Santiago Yaitepec                    | Juquila      |
| 494 | Santiago Yaveo                       | Santiago Yaveo                       | Choapam      |
| 495 | Santiago Yolomécatl                  | Santiago Yolomécatl                  | Teposcolula  |
| 496 | Santiago Yosondua                    | Santiago Yosondua                    | Tlaxiaco     |
| 497 | Santiago Yucuyachi                   | Santiago Yucuyachi                   | Silacayoapam |
| 498 | Santiago Zacatepec                   | Santiago Zacatepec                   | Mixe         |
| 499 | Santiago Zoochila                    | Santiago Zoochila                    | Villa Alta   |
| 500 | Santo Domingo Albarradas             | Santo Domingo Albarradas             | Tlacolula    |
| 501 | Santo Domingo Armenta                | Santo Domingo Armenta                | Jamiltepec   |
| 502 | Santo Domingo Chihuitán              | Santo Domingo Chihuitán              | Tehuantepec  |
| 503 | Santo Domingo de Morelos             | Santo Domingo de Morelos             | Pochutla     |
| 504 | Santo Domingo Ingenio                | Santo Domingo Ingenio                | Juchitán     |
| 505 | Santo Domingo Ixcatlán               | Santo Domingo Ixcatlán               | Tlaxiaco     |
| 506 | Santo Domingo Nuxaa                  | Santo Domingo Nuxaa                  | Nochixtlán   |
| 507 | Santo Domingo Ozolotepec             | Santo Domingo Ozolotepec             | Miahuatlán   |
| 508 | Santo Domingo Petapa                 | Santo Domingo Petapa                 | Juchitán     |
| 509 | Santo Domingo Roayaga                | Santo Domingo Roayaga                | Villa Alta   |
| 510 | Santo Domingo Tehuantepec            | Santo Domingo Tehuantepec            | Tehuantepec  |
| 511 | Santo Domingo Teojomulco             | Santo Domingo Teojomulco             | Sola de Vega |
| 512 | Santo Domingo Tepuxtepec             | Santo Domingo Tepuxtepec             | Mixe         |
| 513 | Santo Domingo Tlatayapam             | Santo Domingo Tlatayapam             | Teposcolula  |
| 514 | Santo Domingo Tomaltepec             | Santo Domingo Tomaltepec             | Centro       |
| 515 | Santo Domingo Tonalá                 | Santo Domingo Tonalá                 | Huajuapan    |
| 516 | Santo Domingo Tonaltepec             | Santo Domingo Tonaltepec             | Teposcolula  |
| 517 | Santo Domingo Xagacia                | Santo Domingo Xagacia                | Villa Alta   |
| 518 | Santo Domingo Yanhuitlán             | Santo Domingo Yanhuitlán             | Nochixtlán   |
| 519 | Santo Domingo Yodohino               | Santo Domingo Yodohino               | Huajuapan    |
| 520 | Santo Domingo Zanatepec              | Santo Domingo Zanatepec              | Juchitán     |
| 521 | Santos Reyes Nopala                  | Santos Reyes Nopala                  | Juquila      |
| 522 | Santos Reyes Pápalo                  | Santos Reyes Pápalo                  | Cuicatlan    |
| 523 | Santos Reyes Tepejillo               | Santos Reyes Tepejillo               | Juxtlahuaca  |
| 524 | Santos Reyes Yucuna                  | Santos Reyes Yucuna                  | Huajuapan    |
| 525 | Santo Tomás Jalieza                  | Santo Tomás Jalieza                  | Ocotlán      |
| 526 | Santo Tomás Mazaltepec               | Santo Tomás Mazaltepec               | Etla         |
| 527 | Santo Tomás Ocotepec                 | Santo Tomás Ocotepec                 | Tlaxiaco     |
| 528 | Santo Tomás Tamazulapan              | Santo Tomás Tamazulapan              | Miahuatlán   |
| 529 | San Vicente Coatlán                  | San Vicente Coatlán                  | Ejutla       |
| 530 | San Vicente Lachixio                 | San Vicente Lachixio                 | Sola de Vega |
| 531 | San Vicente Nuñu                     | San Vicente Nuñu                     | Teposcolula  |
| 532 | Silacayoapam                         | Silacayoapam                         | Silacayoapam |
| 533 | Sitio de Xitlapehua                  | Sitio de Xitlapehua                  | Miahuatlán   |
| 534 | Soledad Etla                         | Soledad Etla                         | Etla         |
| 535 | Tamazulapam del Espíritu Santo       | Tamazulapam del Espíritu Santo       | Mixe         |
| 536 | Tamazulapam del Progreso             | Tamazulapam del Progreso             | Teposcolula  |
| 537 | Tanetze de Zaragoza                  | Tanetze de Zaragoza                  | Villa Alta   |
| 538 | Taniche                              | Taniche                              | Ejutla       |
| 539 | Tataltepec de Valdés                 | Tataltepec de Valdés                 | Juquila      |
| 540 | Teococuilco de Marcos Pérez          | Teococuilco de Marcos Pérez          | Ixtlán       |
| 541 | Teotitlán de Flores Magón            | Teotitlán de Flores Magón            | Teotitlan    |
| 542 | Teotitlán del Valle                  | Teotitlán del Valle                  | Tlacolula    |
| 543 | Teotongo                             | Teotongo                             | Teposcolula  |
| 544 | Tepelmeme Villa de Morelos           | Tepelmeme Villa de Morelos           | Coixtlahuaca |
| 545 | Tezoatlán de Segura y Luna           | Tezoatlán de Segura y Luna           | Huajuapan    |
| 546 | Tlacolula de Matamoros               | Tlacolula de Matamoros               | Tlacolula    |
| 547 | Tlacotepec Plumas                    | Tlacotepec Plumas                    | Coixtlahuaca |
| 548 | Tlalixtac de Cabrera                 | Tlalixtac de Cabrera                 | Centro       |
| 549 | Tlaxiaco                             | Tlaxiaco                             | Tlaxiaco     |
| 550 | Totontepec Villa de Morelos          | Totontepec Villa de Morelos          | Mixe         |
| 551 | Trinidad Zaachila                    | Trinidad Zaachila                    | Zaachila     |
| 552 | Unión Hidalgo                        | Unión Hidalgo                        | Juchitán     |
| 553 | Valerio Trujano San Juan             | Valerio Trujano San Juan             | Cuicatlan    |
| 554 | Villa de Etla                        | Villa de Etla                        | Etla         |
| 555 | Villa de Tututepec de Melchor Ocampo | Villa de Tututepec de Melchor Ocampo | Juquila      |
| 556 | Villa de Zaachila                    | Villa de Zaachila                    | Zaachila     |
| 557 | Villa de Zaragoza                    | Villa de Zaragoza                    | Cuicatlan    |
| 558 | Villa Díaz Ordaz                     | Villa Díaz Ordaz                     | Tlacolula    |
| 559 | Villa Hidalgo                        | Villa Hidalgo                        | Villa Alta   |
| 560 | Villa Sola de Vega                   | Villa Sola de Vega                   | Sola de Vega |
| 561 | Villa Talea de Castro                | Villa Talea de Castro                | Villa Alta   |
| 562 | Villa Tejupam de la Unión            | Villa Tejupam de la Unión            | Teposcolula  |
| 563 | Yaxe Magdalena                       | Yaxe Magdalena                       | Ocotlán      |
| 564 | Yodocono de Porfirio Díaz            | Yodocono de Porfirio Díaz            | Nochixtlán   |
| 565 | Yogana                               | Yogana                               | Ejutla       |
| 566 | Yutanduchi de Guerrero               | Yutanduchi de Guerrero               | Nochixtlán   |
| 567 | Zapotitlán del Río                   | Zapotitlán del Río                   | Sola de Vega |
| 568 | Zapotitlán Lagunas                   | Zapotitlán Lagunas                   | Silacayoapam |
| 569 | Zapotitlán Palmas                    | Zapotitlán Palmas                    | Huajuapan    |
| 570 | Zimatlán de Alvarez                  | Zimatlán de Alvarez                  | Zimatlán     |